# طلقتك نفسي (مسلسل)
طلقتك نفسي هو مسلسل دراما مصري من إخراج محمد النقلي وبطولة أحمد عصام، هاجر أحمد، محمد عادل، كارولين عزمي، محمد مهران، نانسي صلاح، ولاء شريف وهاجر الشرنوبي. عٌرض المسلسل حصرياً على شبكة تليفزيون النهار في 19 أكتوبر 2020.

## نبذة
في إطار من الدراما والقصص المنفصلة، يستعرض العمل أغرب أسباب انتشار الطلاق من خيانة، أو كذب أو تدخّل الأهل وغيرها من الأسباب، والتي تؤدي في النهاية للنهايات المأساوية للعلاقات العاطفية.

## طاقم العمل
- أحمد عصام بدور رؤوف / شكري / فريد / نادر / عادل / ماجد / عصام / رشاد / منصور
- هاجر أحمد بدور لمياء / فتحية / ميرنا / منى / دينا
- محمد عادل بدور مختار / مجدي / حسن / عماد / أحمد / دقاق
- كارولين عزمي بدور ياسمين / أزهار / سلوى / كاميليا / أميرة / عائشة
- محمد مهران بدور فارس / جلال / خالد
- نانسي صلاح بدور رانيا / نجوى / كارول / سما / تفيدة)
- ولاء الشريف بدور منى
- هاجر الشرنوبي بدور يسرا / لمياء
- سوسن بدر بدور نبوية